# Доброєшть
Доброєшть, Доброєшті (рум. Dobroești) — село у повіті Ілфов в Румунії. Входить до складу комуни Доброєшть.
Село розташоване на відстані 6 км на схід від Бухареста, 141 км на південь від Брашова.

## Населення
За даними перепису населення 2002 року у селі проживали 3944 особи.
Національний склад населення села:
| Національність            | Кількість осіб | Відсоток |
| ------------------------- | -------------- | -------- |
| румуни                    | 3884           | 98,5%    |
| цигани                    | 52             | 1,3%     |
| не вказали національність | 5              | 0,1%     |

Рідною мовою назвали:
| Мова      | Кількість осіб | Відсоток |
| --------- | -------------- | -------- |
| румунська | 3937           | 99,8%    |